# 史密斯菲爾德站
史密斯菲爾德站（英語：Smithfield）是一個位於愛爾蘭都柏林市中心的都柏林轻轨站，在2004年通車，位於史密斯菲爾德廣場附近，該露天廣場以前是一個市集。